# Metagonia amica
Metagonia amica là một loài nhện trong họ Pholcidae. Loài này được phát hiện ở México.